# 壱岐日日新聞
壱岐日々新聞（いきにちにちしんぶん）は、長崎県壱岐市において、株式会社壱岐日日新聞社から発行されていた地方新聞。平成11年（1999年）10月創刊。2016年（平成28年）に833号をもって廃刊となった。発行部数は3300部（平成20年（2008年）現在）。
なお、壱岐市内で5番目に誕生した新聞である。